# ベンチャー型事業承継
一般社団法人ベンチャー型事業承継（ベンチャーガタジギョウショウケイ “Take over as startup “）とは、同族経営の中小零細企業の承継予定者（アトツギ）を対象に、家業の経営資源を活用した新規事業開発の支援を行う日本の団体。「アトツギベンチャーを日本のカルチャーにする」をミッションとする。主な活動は、アトツギの新規事業開発を目的としたオンラインサロンの主宰と研修・イベントの運営。家業の経営資源を活用した新規事業開発を支援するとともに、承継予定者の支援拡充を目的に政策提言なども行う。
オンラインサロン「アトツギU34」は、同族経営の中小零細企業の承継予定者（アトツギ）が対象。入会時の年齢を34歳未満に制限しているのが特徴である。全国のアトツギベンチャー経営者がメンターとしてメンバーの新規事業開発をサポートする。
中小企業の後継者を「跡継ぎ」「後継ぎ」ではなく、「アトツギ」と呼び始めた団体として知られる。

## 概要

### 設立の背景
代表理事の山野千枝が、団体設立に先駆け、関西学院大学（2011年 - 2017年）、関西大学（2013年 - ）で、家族が事業を営む学生に向けて「ガチンコ後継者ゼミ」を開講。家業の経営資源を活用して新しいビジネスを始めている現役アトツギ社長を招聘したユニークな授業として、メディアに取り上げられる。 講師の一人、株式会社カスタムジャパン 代表取締役社長の村井基輝が、2014年5月、自身の家業の自動車部品商を自動車やバイクのカスタムパーツの通販ビジネスとして国内外に発展させた体験を「ベンチャー型事業承継」と称し、授業を行ったことが「ベンチャー型事業承継」という言葉が誕生したきっかけと言う。
2015年12月に山野が編集長を務めていた大阪市の外郭団体である公益財団法人大阪市都市型産業振興センター（2019年4月に公益財団法人大阪産業振興機構と統合し現在は公益財団法人大阪産業局）が発行するベンチャー・中小企業支援機関ビジネス情報紙「Bplatz（ビープラッツ）」で「ベンチャー型事業承継」特集を実施。星野リゾート代表の星野佳路の巻頭インタビューをはじめ、多くのベンチャー型事業承継事例を紹介した。
2016年に、近畿経済産業局の「関西起業家・ベンチャーエコシステム構築プロジェクト（通称：NEXT INNOVATION」で、山野がベンチャー支援策の政策立案に参画。中小企業の若手後継者をベンチャー支援策の主要な対象にするという方針が2017年2月に発表された。
2017年、近畿経済産業局がロールモデル事業として、若手後継者を対象にした研修、情報発信を開始。「ぼくらのアトツギベンチャープロジェクト」では、近畿二府五県のベンチャー型事業承継事例を若い世代に向けて発信している。2017年7月、経済産業省 中小企業庁が発表した「事業承継5ヵ年計画」でもベンチャー型事業承継の推進が盛り込まれる。
2018年6月、行政の追い風を受け、産業界でもベンチャー型事業承継の普及に努めるため、ベンチャー企業の経営者などが中心となって、一般社団法人ベンチャー型事業承継を設立したと発表。

### ベンチャー型事業承継とは
『若手後継者が、先代から受け継ぐ有形・無形の経営資源をベースにリスクや障壁に果敢に立ち向かいながら、新規事業、業態転換、新市場参入など新たな領域に挑戦することで永続的な経営をめざし社会に新たな価値を生み出すこと。』と定義している。

## 沿革
- 2018年 6月20日 代表理事 山野千枝・堀尾司らにより設立[13]
- 2018年 1月01日 オンラインサロン本格始動。
- 2019年 4月20日 東京にて社団初主催イベントとなるアトツギベンチャーサミット2019春を東京で開催[14][15]
- 2019年 6月20日 社団発足一周年を迎える。
- 2019年 7月12日 名古屋で社団初主催となるMeet-UPイベントを開催。
- 2019年 7月27日 第二回となる社団主催イベント、アトツギベンチャーサミット2019夏を福岡で開催。

## イベント実績
- 2018年10月31日 【共催】アトツギベンチャー作戦会議 in 鯖江（福井）
- 2018年11月10日 【共催】アトツギベンチャー養成講座 in 大阪 全3日間
- 2018年11月20日 【共催】アトツギベンチャープロジェクト in 倉吉（鳥取）
- 2019年 2月06日 【共催】アトツギベンチャー作戦会議 in 大阪
- 2019年 4月20日 【主催】アトツギベンチャーサミット2019春 in 東京
- 2019年 7月12日 【主催】アトツギベンチャーMeet-UP！ in 名古屋
- 2019年 7月27日 【主催】アトツギベンチャーサミット2019夏 in 福岡
- 2019年 8月30日 【共催】南海沿線アトツギソン in 南海沿線（南大阪・和歌山） 全3日間
- 2019年 9月21日【共催】U34限定　野心系アトツギのための新規事業開発講座
- 2019年 9月28日【主催】アトツギベンチャー養成講座 in栃木県
- 2019年 10月27日【共催】アトツギ娘 大会議！〜娘の悩みぶっちゃけ大解剖します！〜
- 2019年 11月30日【共催】「アトツギ」のための 新規事業アイデア発想 ワークショップ！in 奈良
- 2019年 12月1日【共催】アトツギピッチ　－アトツギのための新規事業ピッチコンテスト－
- 2019年 12月4日【共催】アトツギこそイノベーターであれ！ －家業を継ぐ？継がない？―＠渋谷
- 2019年 12月7日【共催】１ＤＡＹアトツギソン in ＯＫＩＮＡＷＡ
- 2019年 12月14日 【主催】アトツギベンチャーMeet-UP！ in 福岡
- 2019年 1月18日【共催】アトツギベンチャーとスタートアップのための採用戦略ワークショップ
- 2019年 1月20日【共催】東京潜伏アトツギMeet-UP！
- 2019年 1月25日【共催】アトツギこそイノベーターであれ！in奈良
- 2019年 1月26日【共催】会計の苦手意識がなくなる！？アトツギのためのMQ会計ワークショップ
- 2019年 2月5日【共催】ミミズつくって起死回生！？創業138年 老舗が挑む研究開発型ベンチャーへの道｜ATOTSUGI VENTURE CONFERENCE 2020
- 2019年 2月15日【共催】会計と経営の融合！？アトツギのためのマネジメント・ゲーム
- 2019年 2月17日【主催】ベンチャー型事業承継のススメ in 広島　ー家業でイノベーションを起こそうー
- 2019年 2月19日【主催】「ベンチャー型事業承継」トークセッション ～集まれ、北のアトツギたち～

## メディア掲載
- 2020年6月20日 日本経済新聞 「中小アトツギにエール　次世代へ事業をつなぐ」[16]
- 2020年6月15日 FNNプライムオンライン 「美術品修復技術で抗菌コーティング　コロナをチャンスに事業拡大するアトツギ経営者たち」[17]
- 2020年6月12日 朝日新聞 「歴史ある企業、若い力で転換を　コロナ禍もきっかけに」[18]
- 2020年4月24日 毎日新聞 「若い世代に未来託そう＝山野千枝（一般社団法人ベンチャー型事業承継代表理事）」[19]
- 2020年2月18日 中國新聞 「ベンチャー型の事業承継を助言　広島でトークイベント」[20]
- 2020年2月10日 日本経済新聞 「北海道経産局、事業承継などを促すイベント」[21]
- 2020年2月1日 北海道新聞 「１９日に事業承継セミナー　札幌」[22]
- 2020年1月8日 ログミー 「70歳の若手社員に、そろばん使いのおばちゃん一流企業出身の若手アトツギらが語った“未知との遭遇”」[23]
- 2020年1月8日 ログミー 「そして、社員全員の解雇に踏み切ったーー元リクルートの工具問屋3代目が挑んだ、“たった1人”のマーケティング革命」[24]
- 2019年12月24日 産経新聞 「ベンチャー型事業承継　中小若手後継者のシンクタンク発足」[25]
- 2019年12月22日 日本経済新聞 「後継者のニーズ、「アトツギ総研」で発信」[26]
- 2019年9月17日 朝日新聞 「私鉄沿線、育てベンチャー　鉄道各社、新事業ねらい支援」[27]
- 2019年9月4日 日刊工業新聞「南海電鉄が事業承継支援　家業を担う若者「アトツギソン」開催」[28]
- 2019年6月7日 毎日新聞 Look WEST けいざい 「新発想で「第二の創業」 成長導く後継ぎ」[29]
- 2019年6月6日 創業手帳「野心系アトツギ」が新たな価値を生み出す社会に 「ベンチャー型承継」の仕掛け人・山野氏に取材[30]
- 2019年6月1日 読売新聞朝刊 広論 「アトツギ」の挑戦を支える（山野千枝 一般社団法人「ベンチャー型事業承継」代表理事[31]
- 2019年5月27日 日本経済新聞朝刊「家業継ぎつつ新事業 「アトツギ」承継で廃業防げ」[32]
- 2019年5月26日 日本経済新聞朝刊「家業の救世主「アトツギ」 ベンチャー型事業承継広がる」 [33]
- 2019年5月23日 産経新聞 「家業盛り立てる若手集え 南海電鉄が支援」[34]
- 2019年5月9日 産経新聞 「若手アトツギの挑戦」[35]
- 2019年5月9日 日経新聞朝刊 令和を駆ける②「跡継ぎよ 奮起せよ ベンチャー型事業承継代表理事、山野千枝さん」[36]
- 2019年3月22日 日経新聞朝刊「関西アトツギ事情 家業に磨きをかけた3人の跡取り 」[37]
- 2017年5月26日 朝日新聞「家業の後継ぎ、ベンチャー型はいかが 関西大で開講中」[38]